# ProQuest
ProQuest LLC는 미국 미시간주 앤아버에 본사를 둔 다국적 정보 콘텐츠 및 기술 회사로 1938년 유진 파워가 설립했으며, 초기 사명은 University Microfilms이었다.
ProQuest의 도서관을 위한 응용 소프트웨어 및 정보 서비스는, 약 1250억 개의 학술지 논문, 학위 논문, 전자책, 신문, 정기간행믈, 역사 컬렉션, 정부 기록물, 문화 기록물 및 기타 집합 데이터베이스에 접근할 수 있도록 해준다.
ProQuest는 마이크로 필름 제조 회사로 처음 설립되었으며, 이후 전자 출판으로 사업 분야를 전환해 이후 여러 회사들을 인수하며 성장했다. 2021년 12월 1일, 클래리바이트 사가 케임브리지 인포메이션 그룹으로부터 5.3억 달러에 ProQuest를 인수했으며, '도서관 및 정보 출판 분야에서 거대한 거래'로 묘사되었다. 클라리바이트는 인수 뒤 ProQuest 제품들과 응용 프로그램들을 웹 오브 사이언스와 통합하는 것을 목적으로 하고 있다고 밝혔다.

## 사업 분야
ProQuest는 마이크로필름 출판사로 설립되었다. 1939년에 박사학위 논문을 출판하기 시작했으며, 3백만 개 이상의 검색 가능한 논문과 논문을 출판했으며, 논문과 논문, 주요 참고문헌, 전자책, 학술 저널, 역사 및 현재 신문 및 정기간행문, 데이터 소스 및 연구자들에게 관심있는 매체들을 다루고 있다    ProQuest 비디오 보존 및 발견 서비스, 라이브러리는 독자적인 오디오 및 비디오 컬렉션을 보존하고 액세스 할 수 있도록 해준다.